# Иван Шапоњић
Иван Шапоњић (Нова Варош, 2. август 1997) је српски фудбалер, који игра на позицији нападача. 

## Клупска каријера
Шапоњић је фудбал почео да тренира у Златару из Нове Вароши, затим је био у ужичкој Слободи пре него што је дошао у млађе категорије Партизана. Дебитовао је за Партизанов први тим 30. новембра 2013. на првенственој утакмици са суботичким Спартаком када је имао 16 година, три месеца и 26 дана, и тим наступом је постао други најмлађи дебитант у клупској историји (испред њега је тада био само Ненад Маринковић). Први професионални уговор са Партизаном потписао је 30. маја 2014. године. Први такмичарски гол је постигао 8. априла 2015. у победи 2:0 над Јагодином у полуфиналу Купа Србије. Пет дана касније, постигао је и свој први првенствени гол у победи 3:1 над ОФК Београдом. Са Партизаном је освојио Суперлигу Србије у сезони 2014/15. До свог одласка у зимском прелазном року сезоне 2015/16, Шапоњић је за Партизан наступио на 41 такмичарској утакмици и постигао је 11 голова.
У јануару 2016. потписао је уговор са португалском Бенфиком. За Бенфикин први тим није дебитовао већ је наступао за њихов Б тим који се такмичио у португалској другој лиги. У сезони 2017/18. играо је на позајмици у белгијском прволигашу Зулте Варегему. У јулу 2019. потписао је трогодишњи уговор са Атлетиком из Мадрида. Дебитовао је за Атлетико 23. јануара 2020. на утакмици са екипом Леонесе у Купу Шпаније. Поред овога, у сезони 2019/20.  наступио је и два пута у шпанској Ла Лиги, када је ушао у завршницама мечева са Леганесом и Селтом. Током првог дела сезоне 2020/21. није провео ни минут у Ла Лиги, док је два пута излазио на терен у шпанском Купу. Услед мале минутаже, Шапоњић је у јануару 2022. прослеђен на позајмицу у Кадиз до краја сезоне. По окончању позајмице се вратио у Атлетико али и даље није добијао шансу па је у јануару 2022. напустио шпански клуб и прешао у Слован из Братиславе. Са Слованом је освојио Суперлигу Словачке у сезони 2021/22. У фебруару 2023. прешао је у турског друголигаша Бандирмаспор на позајмицу до краја сезоне. У августу исте године прешао је на једногодишњу позајмицу у Умранијеспор, такође турског друголигаша. У јануару 2025. потписао је за мађарског прволигаша Фехервар.

## Репрезентација
Шапоњић је са репрезентацијом Србије до 20 годинa освојио Светско првенство 2015. на Новом Зеланду. Наступио је на свих седам утакмица на овом првенству и постигао је два гола. Стрелац је био у осмини финала против Мађарске и у полуфиналу против Малија.

## Трофеји
Партизан
- Суперлига Србије (1) : 2014/15.

Слован
- Суперлига Словачке (1) : 2021/22.

Србија до 20 година
- Светско првенство до 20 година (1) : 2015.